# VII Giochi panarabi
I VII Giochi panarabi si sono svolti dal 4 al 18 settembre 1992 a Damasco, in Siria. All'evento hanno partecipato un totale di 2.611 atleti, rappresentanti 18 nazioni del mondo arabo, i quali si sono sfidati in 14 sport.

## Nazioni partecipanti
- Algeria
- Arabia Saudita
- Bahrein
- Egitto
- Emirati Arabi Uniti
- Gibuti
- Giordania
- Kuwait
- Libano
- Marocco
- Mauritania
- Oman
- Palestina
- Qatar
- Siria
- Sudan
- Tunisia
- Yemen

## Sport
- Atletica leggera (dettagli)
- Calcio (dettagli)
- Ciclismo (dettagli)
- Ginnastica artistica (dettagli)
- Karate (dettagli)
- Lotta (dettagli)
- Nuoto (dettagli)
- Pallacanestro (dettagli)
- Pallamano (dettagli)
- Pallavolo (dettagli)
- Pugilato (dettagli)
- Sollevamento pesi (dettagli)
- Equitazione (dettagli)
- Tiro con l'arco (dettagli)

## Medagliere
| Pos. | Nazione             |    |    |    | Totale |
| ---- | ------------------- | -- | -- | -- | ------ |
| 1    | Siria               | 48 | 36 | 30 | 114    |
| 2    | Egitto              | 36 | 30 | 30 | 96     |
| 3    | Algeria             | 27 | 21 | 24 | 72     |
| 4    | Marocco             | 15 | 7  | 6  | 28     |
| 5    | Kuwait              | 8  | 6  | 13 | 30     |
| 6    | Qatar               | 8  | 3  | 4  | 15     |
| 7    | Arabia Saudita      | 5  | 12 | 5  | 22     |
| 8    | Tunisia             | 3  | 22 | 26 | 51     |
| 9    | Giordania           | 1  | 1  | 6  | 8      |
| 10   | Emirati Arabi Uniti | 1  | 3  | 1  | 5      |
| 11   | Palestina           | 1  | 2  | 6  | 9      |
| 12   | Libano              | 1  | 1  | 10 | 12     |
| 13   | Bahrein             | 1  | 0  | 1  | 2      |
| 14   | Yemen               | 0  | 2  | 0  | 2      |
| 15   | Oman                | 0  | 0  | 2  | 2      |
| 16   | Sudan               | 0  | 0  | 1  | 1      |